# Kapela Majke Božje Snježne u Blatu (Zagreb)
Kapela Majke Božje Snježne katolička je kapela koja se nalazi u gradskoj četvrti Novi Zagreb - Zapad u naselju Blato. Kapela je inicijativom mještana Blata sagrađena 1934. godine kada ju je svečano blagoslovio zagrebački nadbiskup dr. Antun Bauer.

## Arhitektura i povijest
Kanonske vizitacije zagrebačkog kaptola iz 1741. godine bilježe jedan križ koji se nalazio uz put u Blatu. Potkraj 19. stoljeća križ je zamijenjeni kipom Gospe Snježne, a ne tom istom mjestu inicijativom mještana Blata 1934. godine započinje izgradnja kapele.
Kapela se odlikuje svojom skromnošću. Izgrađena je od betona i opeke kao jednobrodna građevina dimenzija 8×5 metara, sa završnom polukružnom apsidom. U apsidi se nalazi kip Gospe Snježne. Na pročelju se nalazi četvrtasti toranj. Godine 1935. na kapelicu je postavljeno zvono koje je do danas u funkciji.
U unutrašnjosti kapele nalazi se jednostavan drveni oltar preuređen 1972 godine. U kapeli se posebno štuje drveni kip Majke Božje Snježne, rad nepoznatog majstora iz 19.stoljeća. Godine 2004. kip je stručno obnovljen. Sa strane oltara su se u prošlosti nalazile freske sv. Mihovila i sv. Ane. Freske su se, kao i cijela kapela, nekoliko puta nestručno obnavljane, te je došlo do njihova oštećenja. Sada su freske zamijenjene slikama. Na svodu se nalaze freske evanđelista: sv. Marka, sv. Mateja, sv. Luke i sv. Ivana.
Izgradnju i financiranje ove kapele organizirali su mještani Blata.

## Galerija
- Pogled na kapelu s pristupnog puta
- Bočno pročelje
- Prednje i bočno pročelje te nadograđena konstrukcija uz kapelu